# Hattena
Hattena era una ciutat de la Terra Alta Hitita. En temps de Mursilis I els hurrites van atacar Hattena i altres ciutats del territori.
Quan Muwatallis II va crear el regne vassall d'Hakpis la va incloure entre les possessions del regne, que va cedir a son germà Hattusilis (després Hattusilis III) cap a l'any 1300 aC. La ciutat que havia estat malmesa pels kashka va ser restaurada i repoblada per Hattusilis entre deu i quinze anys després de la creació del regne, quan ja havia rebutjat els atacs hostils dels kashka al seu territori.